# 烏山頭水力發電廠
烏山頭水力發電廠，是臺灣的一座小型水力發電廠，位於臺南市官田區的烏山頭水庫風景區內，毗鄰烏山頭水庫新送水口，於2002年完工啟用，是台灣首座民營水力發電廠。

## 沿革
烏山頭水力發電廠最早為嘉南農田水利會為響應政府使用再生能源政策並開發財源，使既有水利設施發揮最大效益及水資源充份利用。因此計劃利用烏山頭水庫與送水口處之間約20餘公尺的水頭落差進行開發水力發電。
最初，1984年（民國73年）8月，嘉南農田水利會委託工程顧問公司進行烏山頭放水設施更新計畫，同時進行發電可行性研究，認為具有開發價值，於是嘉南農田水利會委託臺灣電力公司進行發電廠的設計與評估，然而臺電方面評估後認為，發電廠總興建費用約需要高達新臺幣7億元，嘉南農田水利會無法負擔如此龐大之費用，最終決定自行辦理發電廠之興建計畫。
後續嘉南農田水利會邀集民間企業「台灣化學纖維股份有限公司」合資籌組「嘉南實業有限公司」來興建發電廠以及後續營運的相關業務。
2000年2月獲得經濟部核發籌設許可，與臺電公司完成電能購售電合約，2000年10月烏山頭水力發電廠正式動工，2002年6月發電廠主體與設施完工，同年7月取得電業執照，於2002年8月併聯商轉，總投資金額合計為新臺幣3億6000萬元。

## 設施
烏山頭水庫為一座離槽水庫，大部分的水源來自曾文水庫放流至曾文溪的溪水，主要提供調節灌溉與公共給水為主。烏山頭水力發電廠係利用烏山頭水庫與送水口處約24公尺之水頭落差進行水力發電，採川流式發電。水庫水源自現有之烏山頭水庫送水管路銜接長度52公尺的壓力鋼管後，引水至半地下化發電廠發電，設置有奧地利VA公司製造之豎軸卡布蘭式水輪機一部，以及法國阿爾斯通公司（Alstom）製豎軸半傘型三相交流、無碳刷靜態激磁系統式發電機一部，設計流量為每秒41立方公尺，裝置容量為8750瓩（8.75MW），開關場之變壓系統則由日本三菱電機承製，產生的電力經由69仟伏特的隆田－南化輸電線路引接，與台電公司併聯，每年平均發電量約為4217萬度，所有的發電度數全數以平均1度1.4元之價格賣給台電公司。發電後尾水則經由尾水道洩放回歸灌溉渠道，不影響灌溉用水。

### 機組
| 名稱   | 發電機型號                                                       | 水輪機型號                       | 機組數量 | 發電方式 | 有效落差（公尺） | 單一機組用水量（CMS） | 容量（MW） | 位置         | 商轉日期     | 狀態   |
| ------ | ---------------------------------------------------------------- | -------------------------------- | -------- | -------- | ---------------- | --------------------- | ---------- | ------------ | ------------ | ------ |
| 一號機 | 法國阿爾斯通公司製豎軸半傘型三相交流，無碳刷靜態激磁系統式發電機 | 奥地利VA公司製豎軸卡布蘭式水輪機 | 1        | 川流式   | 24.1             | 41CMS                 | 8.75MW     | 臺南市官田區 | 2002年9月3日 | 商轉中 |

### 管理
- 電廠名稱：烏山頭水力發電廠
- 管理單位：嘉南實業有限公司（台灣化學纖維股份有限公司、嘉南農田水利會合資成立）
- 廠內編制：

### 設施
- 廠房類型：半地下式
- 取水來源：官田溪、曾文溪（烏山頭水庫大壩）
- 壓力鋼管：一條，長52.4公尺，直徑3.6公尺～3.2公尺

## 圖集

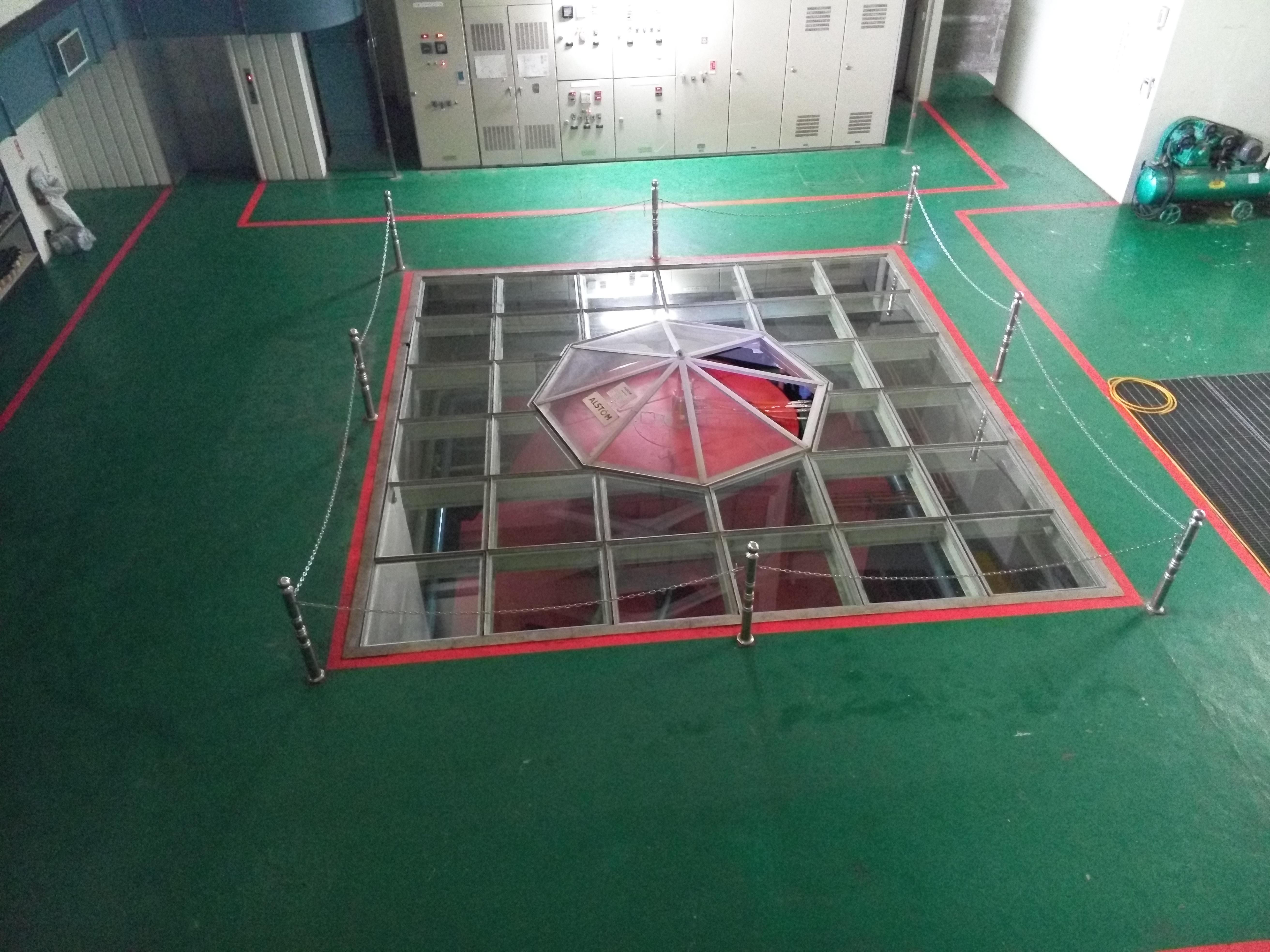
發電機組頂蓋
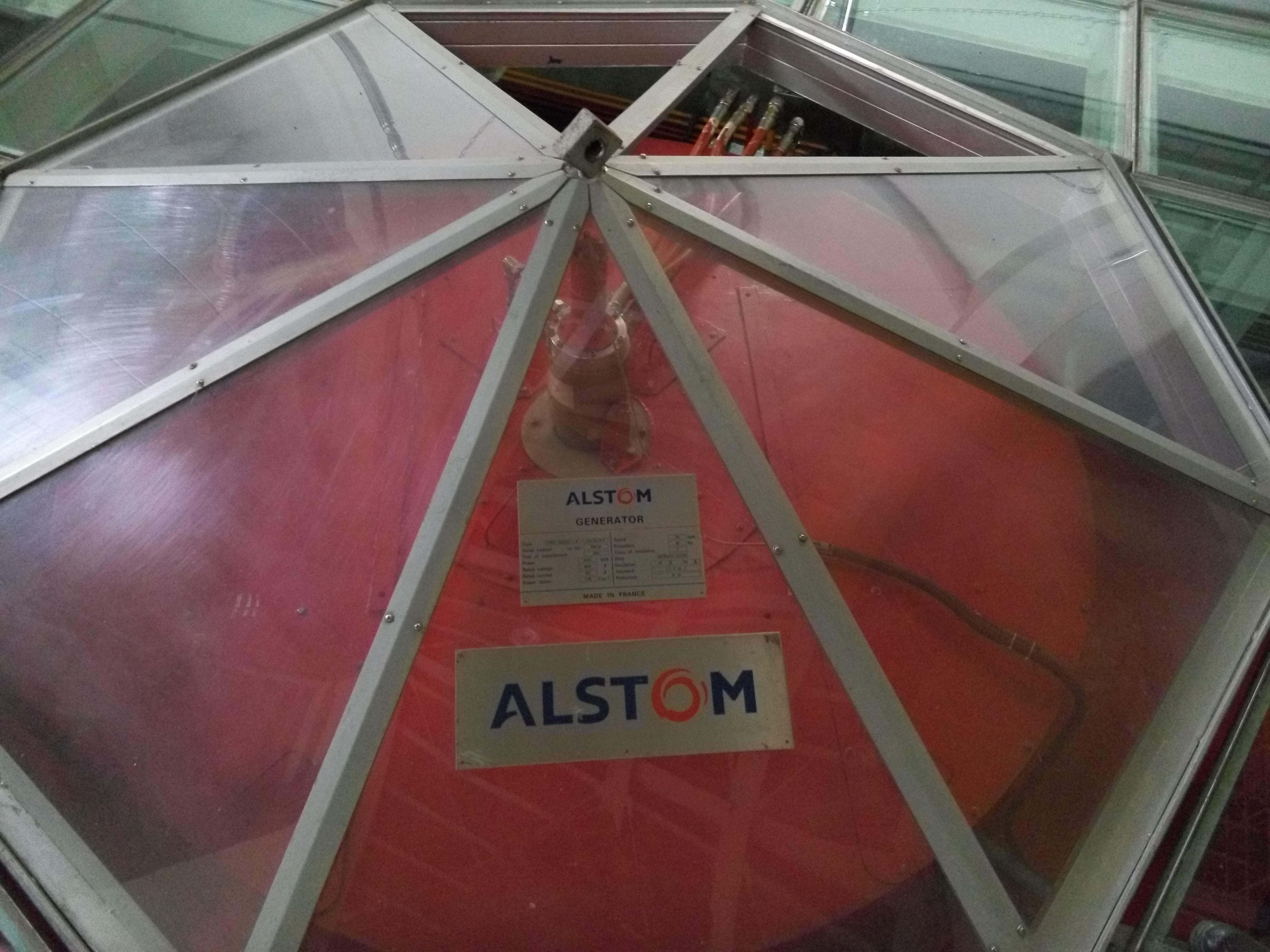
發電機頂蓋近觀
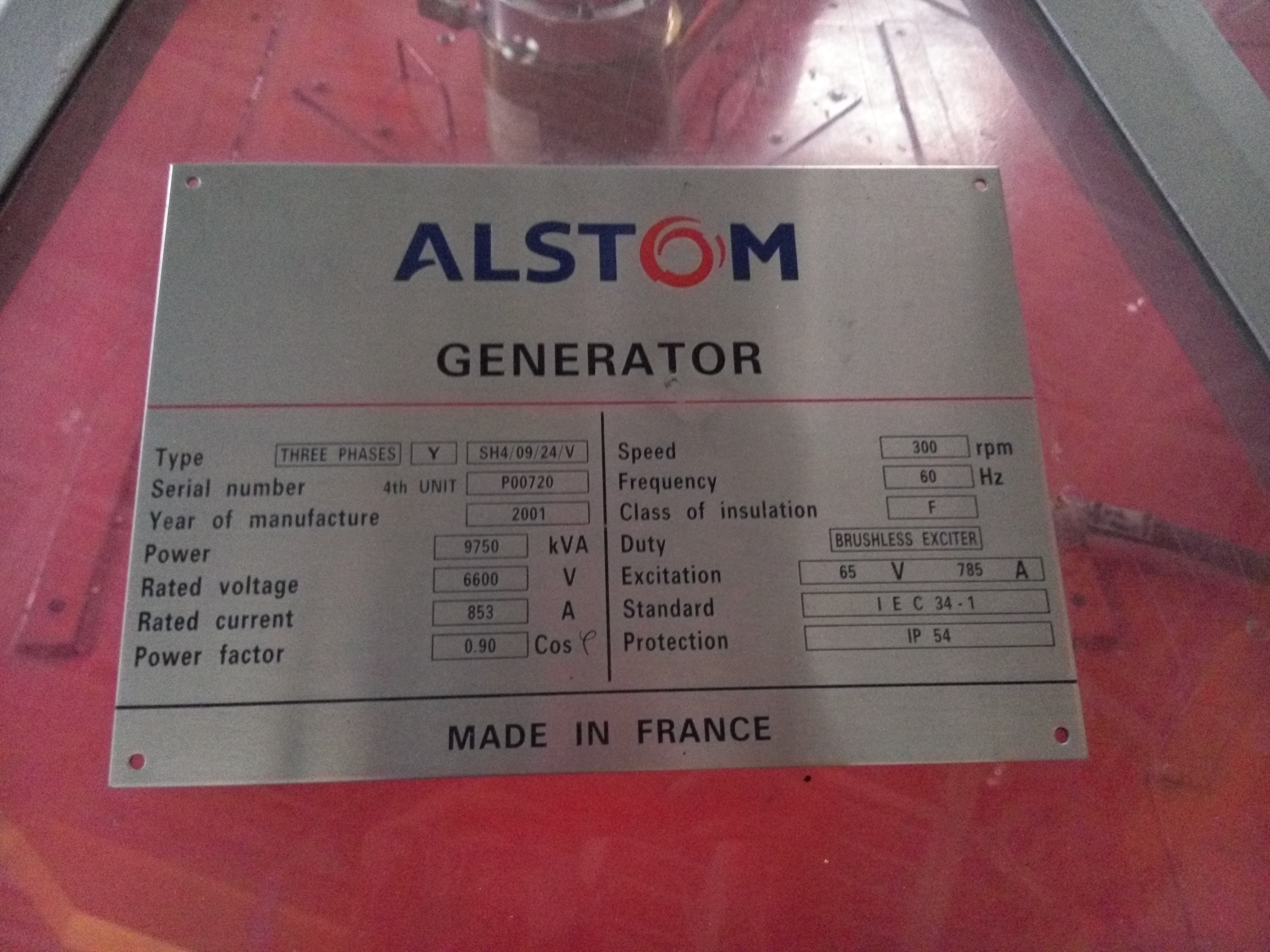
發電機銘牌
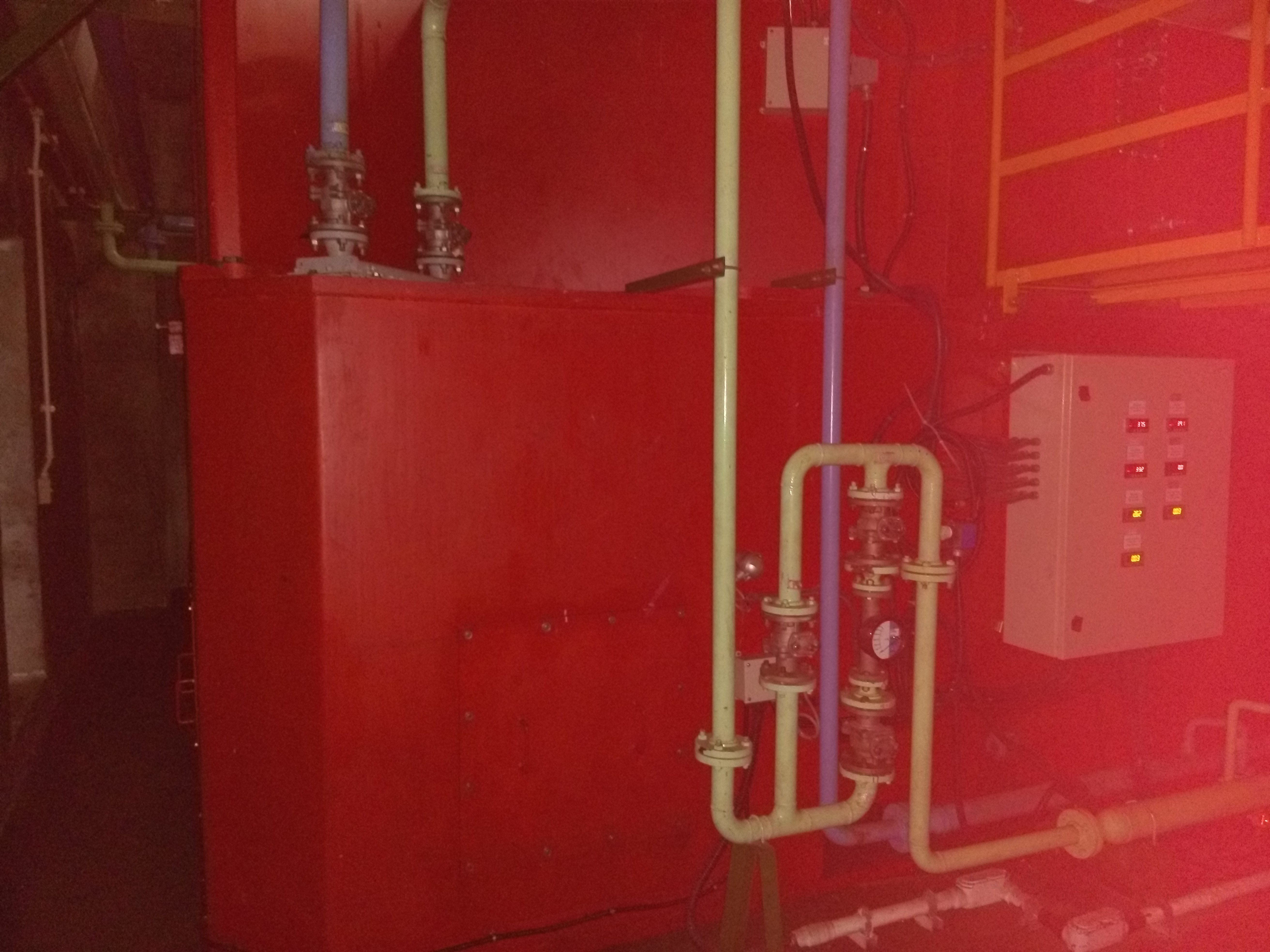
發電機組定子外觀
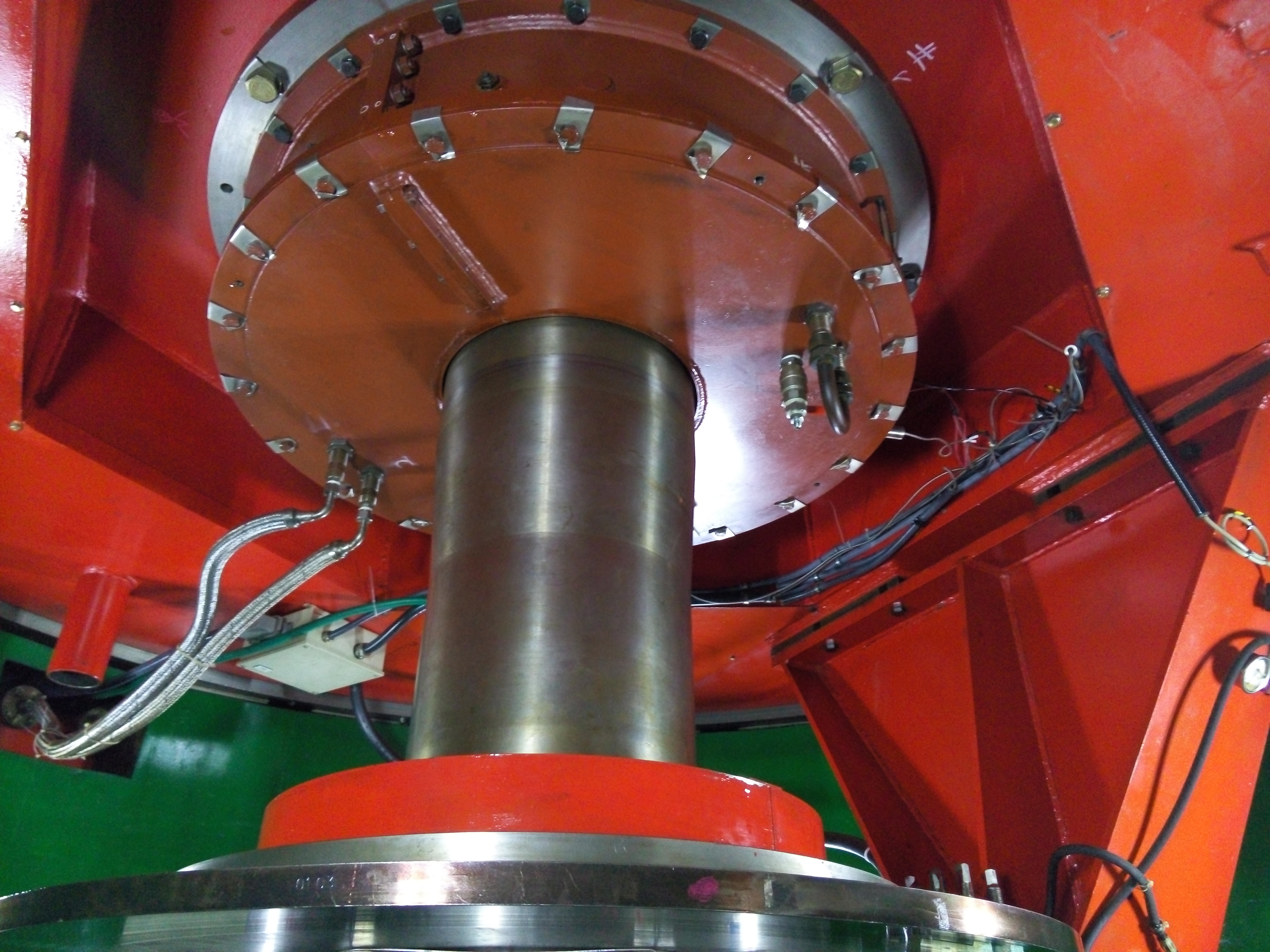
發電機組下導軸承
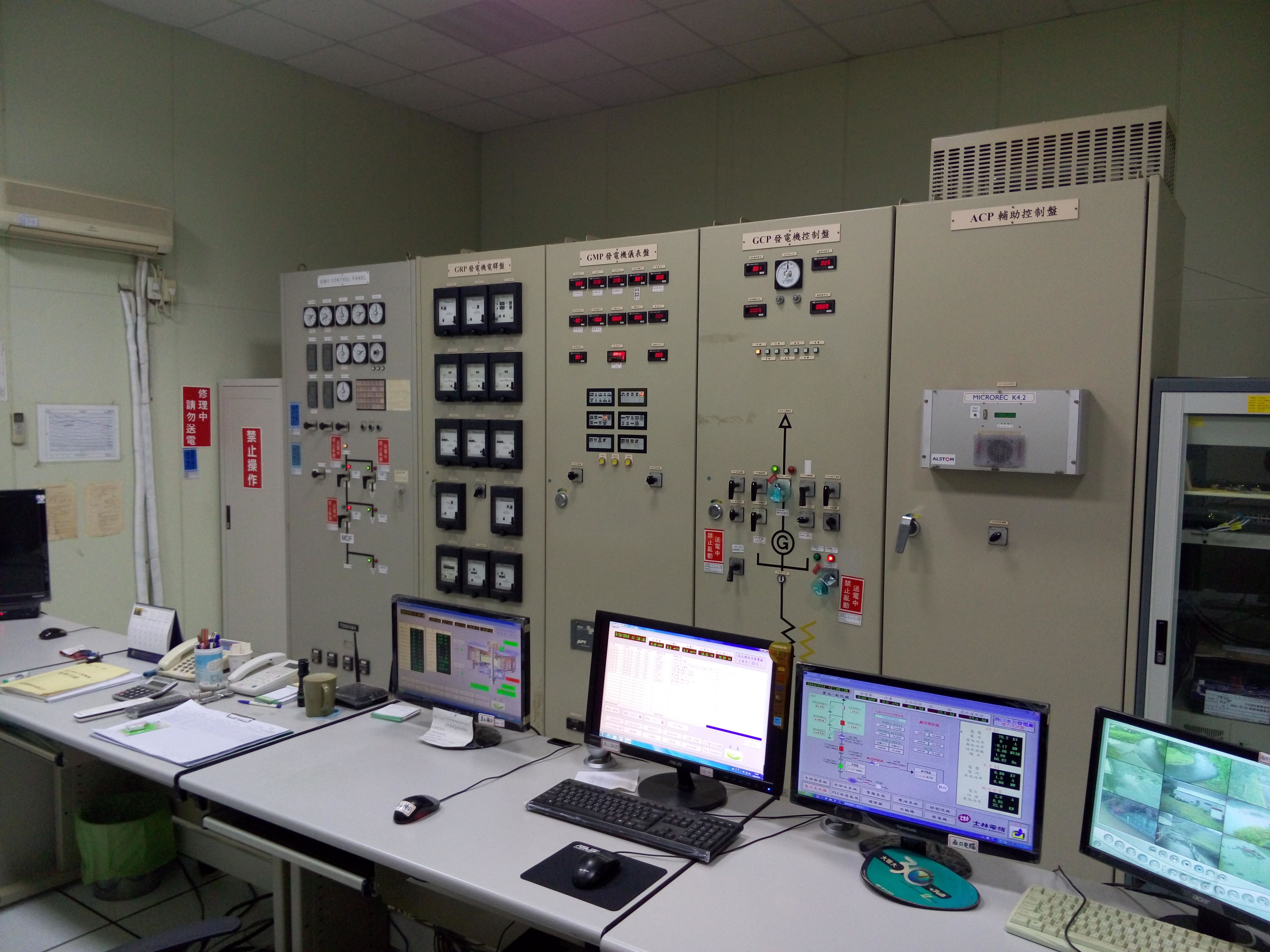
發電廠控制室
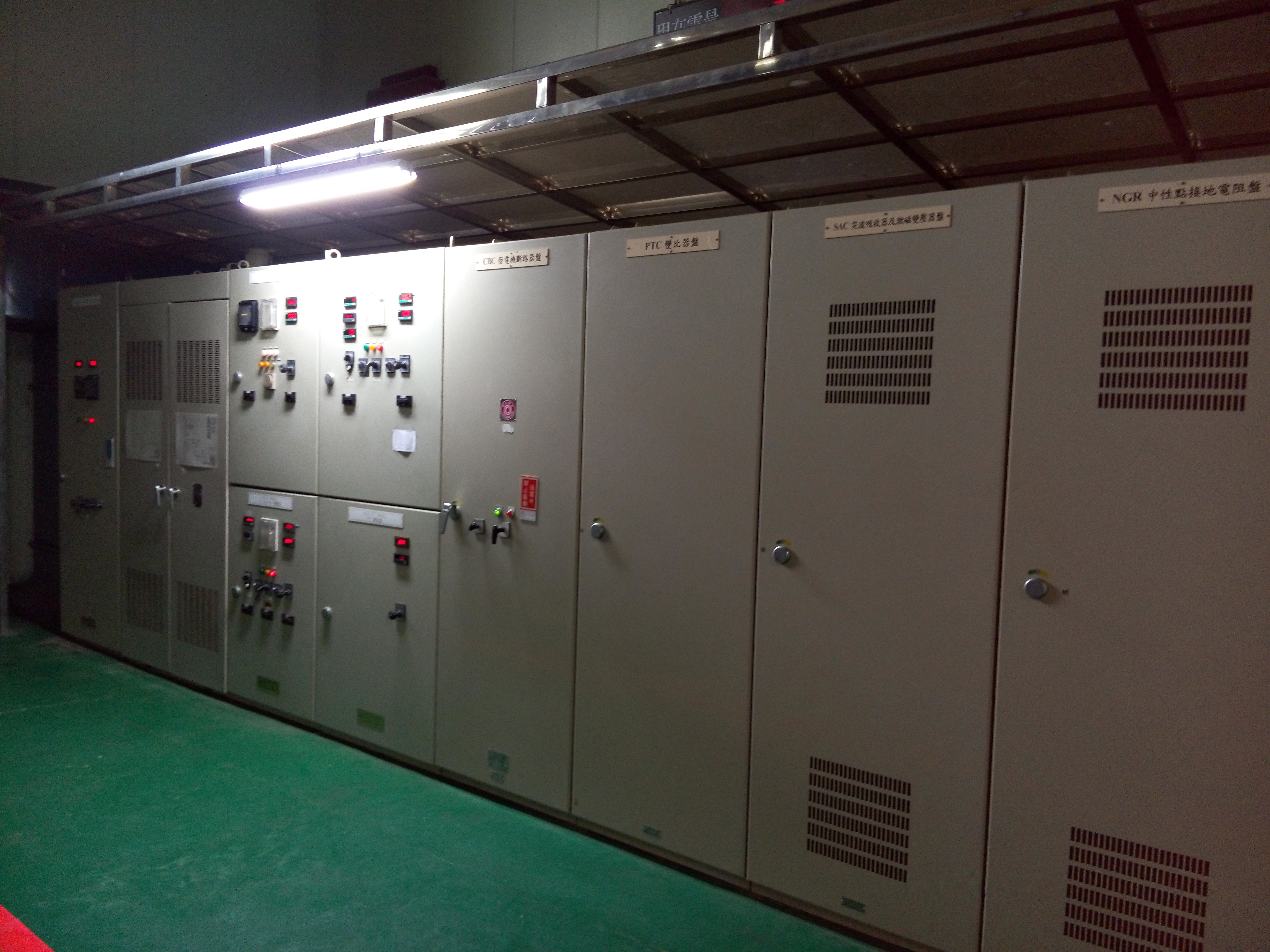
機旁盤
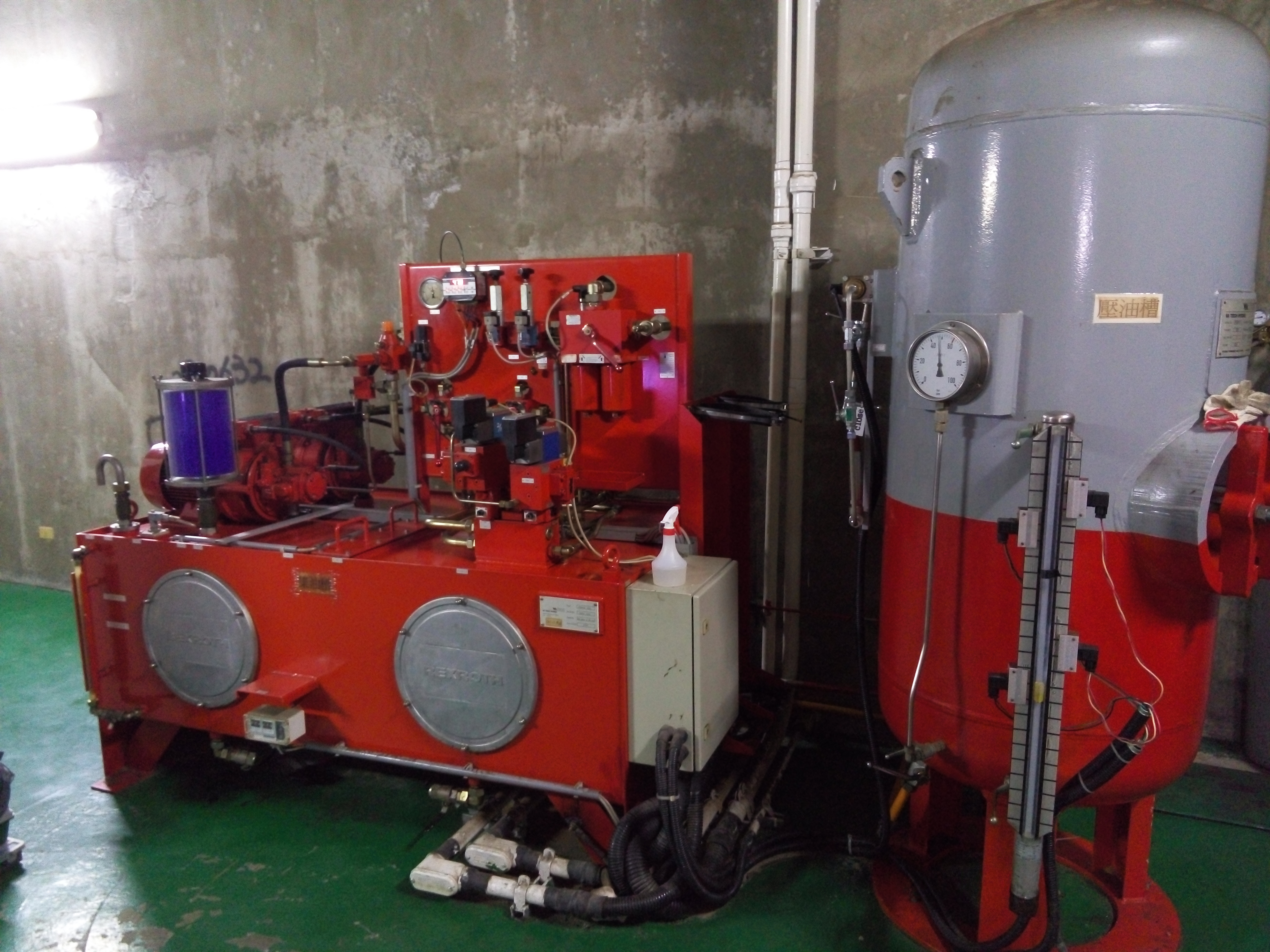
壓油設備
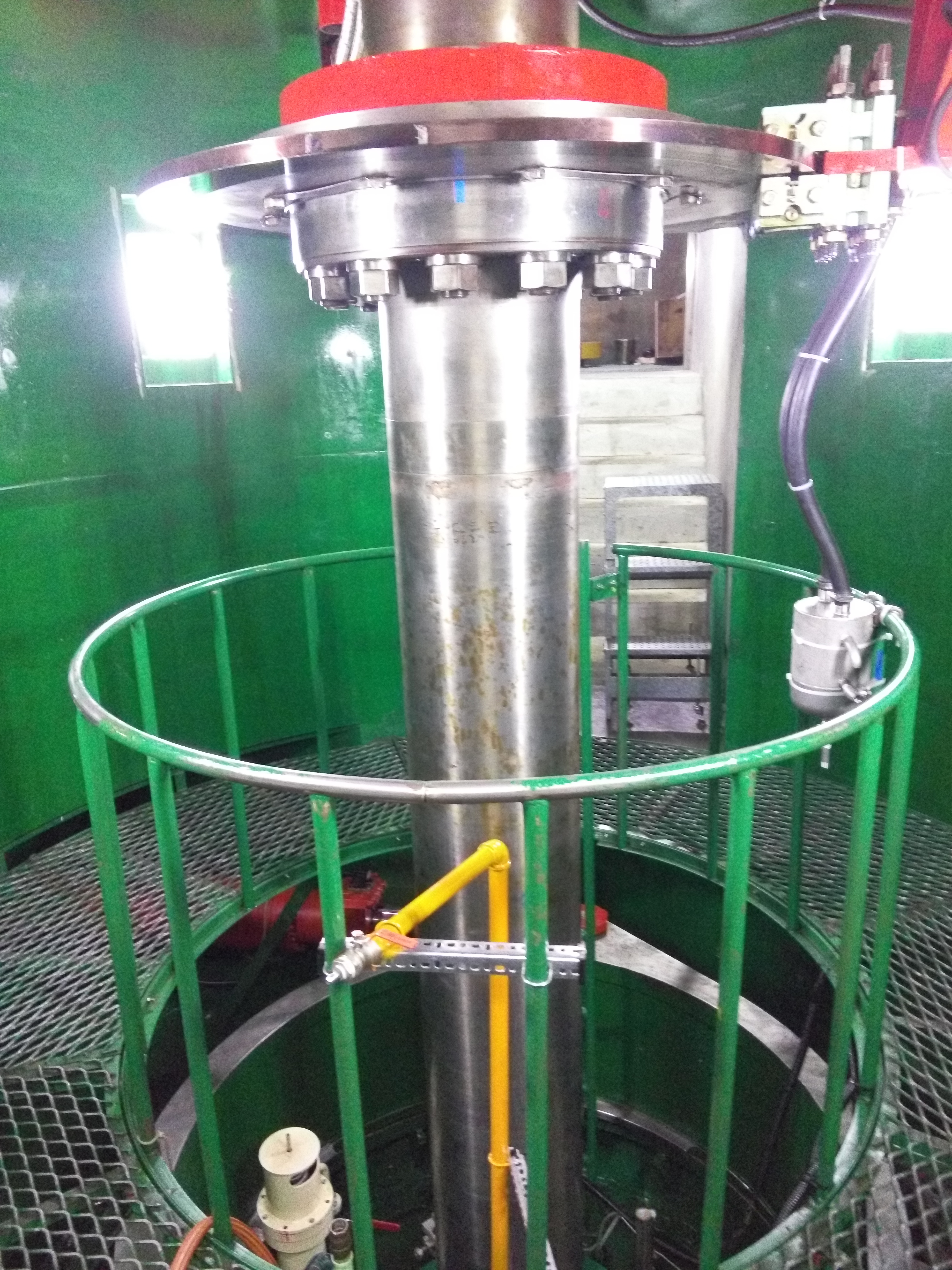
發電機與水輪機之間的大軸
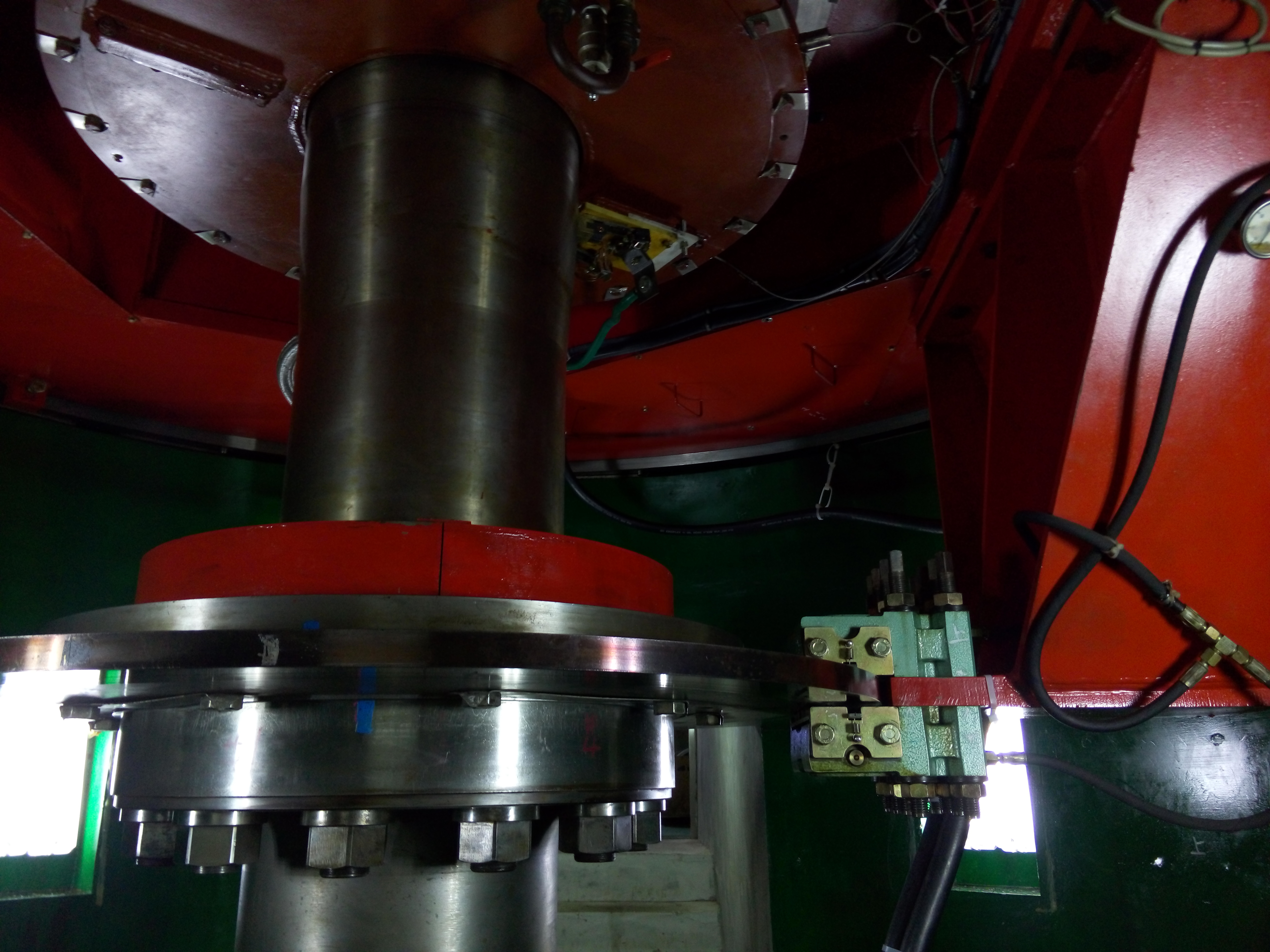
發電機組過速度煞車盤
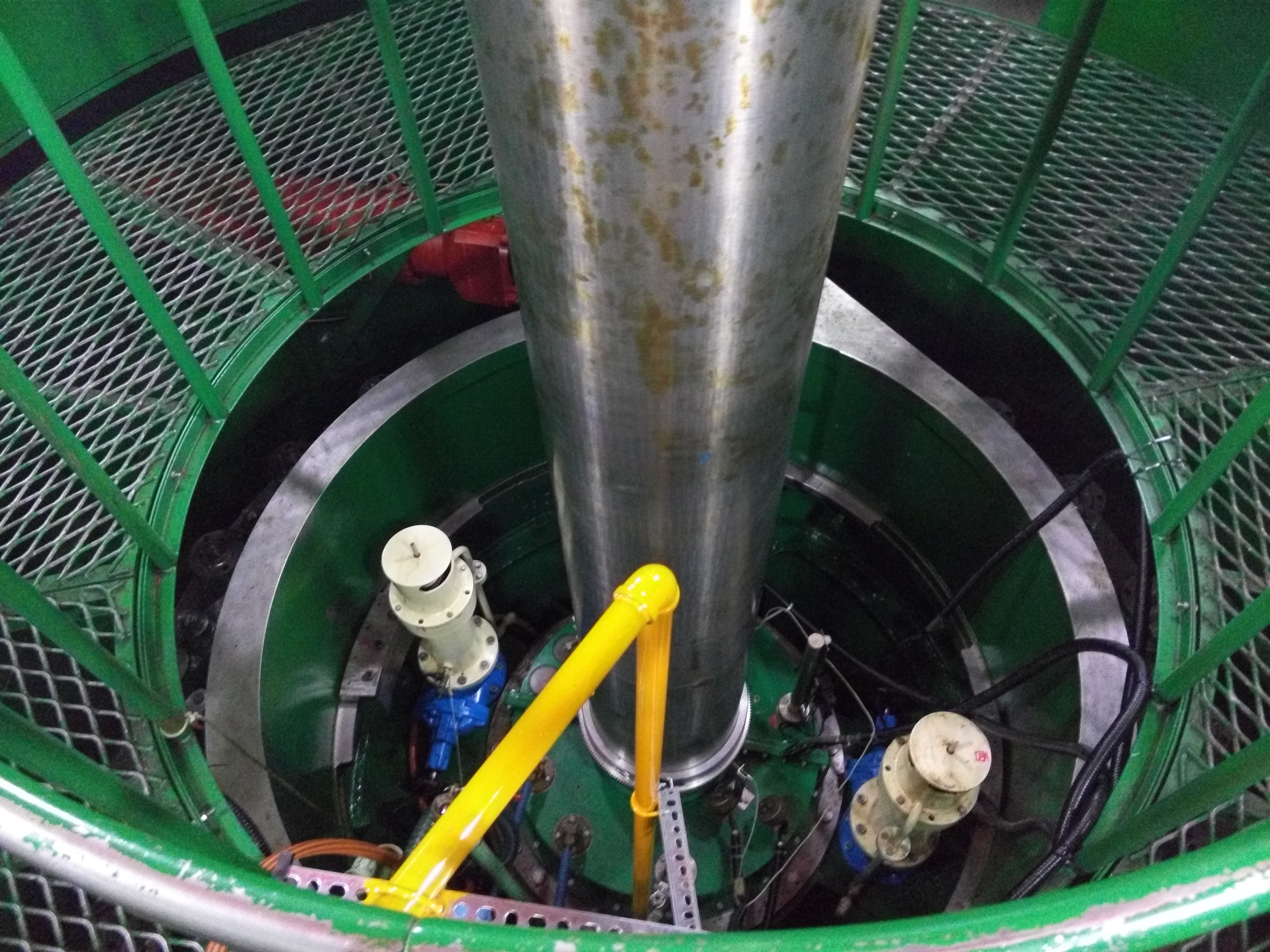
水輪機蝸殼與導葉外觀
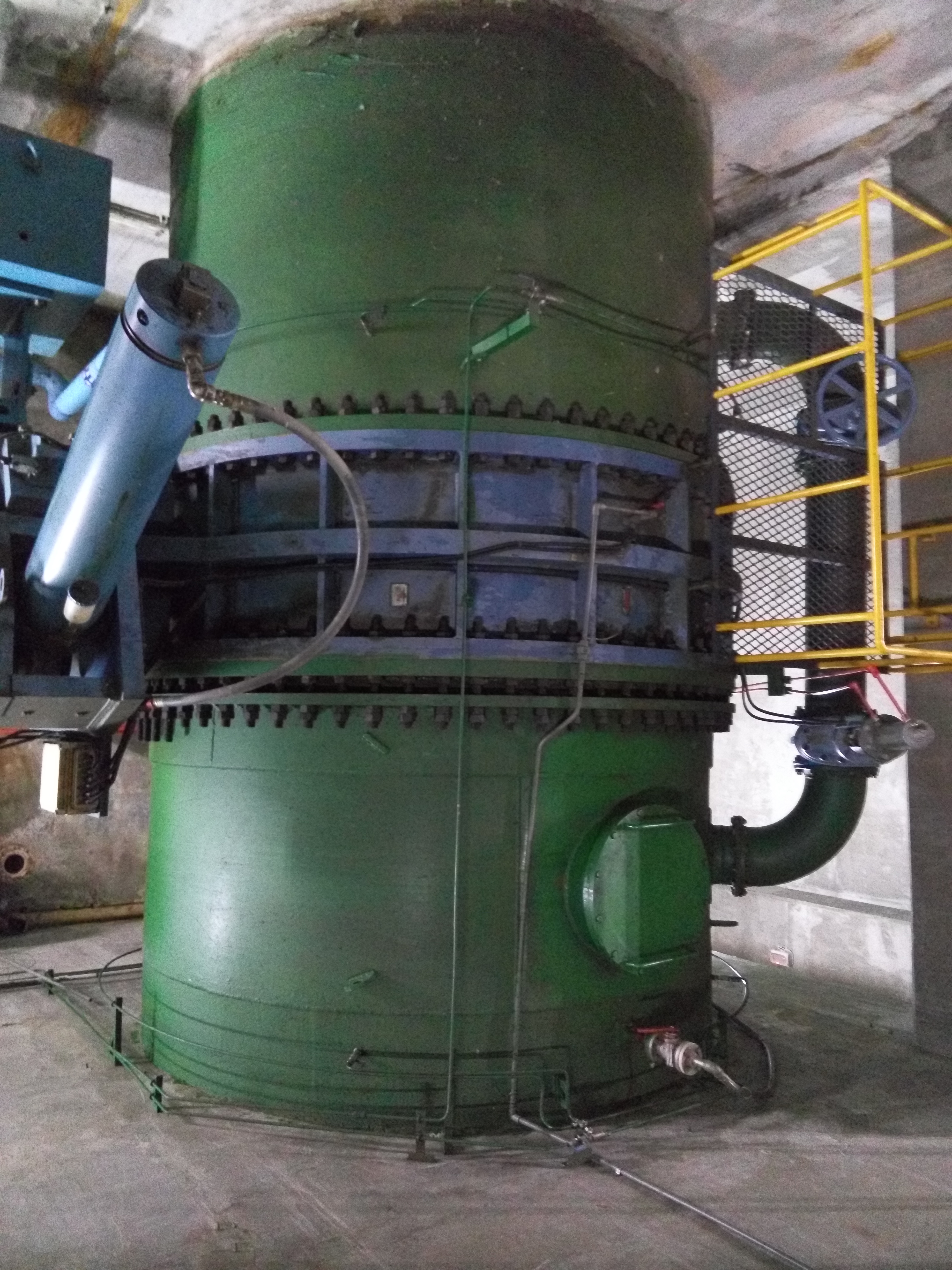
水輪機壓力鋼管主閥